# بار الکترون
بار بنیادی یکی از ثابت‌های مهم و معروف در فیزیک، و مقدار آن در دستگاه بین‌المللی یکاها(SI) {\displaystyle e=1.602\times 10^{-19}C} است. این مقدار برابر با بار الکتریکی پروتون یا قدر مطلق بار الکتریکی الکترون است.
بار الکترون یا پروتون یا هر ذره دیگر ناوردا است، یعنی بار ذره‌ در حال حرکت، با هر سرعت، تغییر نمی‌کند. 
بار بنیادی در دستگاه سی‌جی‌اس برابر با ۴٫۸۰۳۲۰۴۲۵(۱۰)×۱۰−۱۰ استت‌کولن است.
رابرت میلیکان در ۱۹۰۹ برای نخستین بار، بار الکترون را به‌دقت اندازه گرفت. در آزمایش قطره روغن او، در اثر برخورد پرتوهای ایکس با مولکول‌های هوا، الکترون‌ آزاد می‌شود. قطره‌های بسیار ریز روغن با قرار گرفتن در کنار الکترون‌ها، بار منفی به دست می‌آورند. این قطره‌ها میان دو صفحهٔ افقی جای می‌گیرند و جرم یک قطره با اندازه‌گیری سرعت سقوط آن معین می‌شود.
وقتی که صفحه‌ها باردار می‌شوند، سرعت سقوط قطره باردار تغییر می‌کند، زیرا قطره باردار دارای بار منفی را صفحهٔ بالایی که دارای بار مثبت است جذب می‌کند. بار صفحه‌ها را می‌توان طوری تنظیم کرد که قطره‌های روغن، معلق بمانند. بار قطرهٔ روغن را می‌توان از روی جرم قطره و بار صفحه‌ها پس از  تنظیم بار محاسبه کرد.
مطابق تعریف جدید (از ۲۰ می ۲۰۱۹)، بار بنیادی دقیقاً برابر با {\displaystyle e=1.602176634(0)\times 10^{-19}A.s} است.